# 胡歌
胡歌（1982年9月20日—），中国大陆國家二級演員（副高級）及歌手；現任上海戲劇學院實驗電影製片廠表演指導。中国民主同盟盟员，民盟中央宣传委员会副主任。
2005年出演《仙劍奇俠傳》中的主角李逍遙一炮而紅，此後又陸續出演多部電視劇而成為家喻戶曉的演員；2015年，以《琅琊榜》梅長蘇一角獲得第22屆上海電視節白玉蘭獎最佳男主角、第28屆中国电视金鹰奖觀眾喜愛的男演員及最具人氣男演員等獎項；並以《琅琊榜》《偽裝者》兩部作品提名第30屆電視劇飛天獎優秀男演員。
2024年6月，憑藉在《繁花》中飾演的寶總一角再度獲得白玉蘭獎最佳男主角獎。

## 生平

### 早年
1982年胡歌在上海市徐汇区出生，父亲是网球教练，母亲是教师。1989年，他被上海电视台小荧星艺术团选中，开始学习表演，这是他最早的舞台。1994年畢業於上海市向阳小学，1998年畢業於上海市第二中学初中部，2001年畢業於上海市第二中学高中部。
胡歌在中學階段曾擔任學校廣播台台長、學校合唱團團長和上海市徐匯區學生話劇團負責人。1997年，胡歌開始擔任上海教育電視台《陽光少年》欄目主持人，直至1999年。同期胡歌還在上海東方廣播電台兼任主持人和記者，他也利用課餘時間拍攝廣告。這些兼職工作是他職業生涯的開端。2001年，胡歌同時被中央戲劇學院導演系和上海戲劇學院表演系錄取，後因多種原因選擇留在上海就讀上海戲劇學院表演系，並於2005年7月畢業。
胡歌在大学二年级时签约经纪公司—唐人影视。签约后出演的第一部影视作品是展现亲情爱情的电视剧《蒲公英》。

### 成名
2003年12月31日，还在上戏读大三的胡歌前往《仙劍奇俠傳》劇組試妆一个配角姜氏孤儿，遊戲版《仙劍奇俠傳》的原創者姚壯憲發現胡歌與他設計的李逍遙氣質相近，于是投资人和製作方決定啟用新人。2004年春节，接到剧组开机通知，胡歌搭火车前往横店。2004年2月27日，第一批定妆照公布后，很多仙剑游戏的爱好者认为胡歌和他们心目中那个李逍遥相差甚远。面对质疑，胡歌回应，他初中时候已经打过仙剑的游戏了，很喜欢这个人物，感觉李逍遥的性格和自己的性格非常像。虽然对塑造李逍遥十分自信，但历时两个多月的拍摄还是很辛苦的。有一场比武的戏，因为武替生病，胡歌亲自上阵，戏拍完，人都快虚脱了。
2005年1月，因为没有获得廣播電影電視總局批准的上星权，根据同名經典遊戲改編的中国首部仙侠電視劇《仙劍奇俠傳》在台湾中视、上海电视台、重庆电视台的地面频道首播，播出後收視率曾達11.3%。尽管對該劇的評價褒貶不一，但胡歌青涩帅气，充满真情的表演被两岸观众欣然接受，《仙劍奇俠傳》成为胡歌的第一部代表作。他还為此劇演唱插曲《逍遙嘆》，《六月的雨》，因而踏入樂壇。胡歌一直感谢发现他的人，认为自己运气好，在合适的年龄遇上了合适的机会，演绎了合适的角色。。
之後拍攝《天外飛仙》、《少年楊家將》、《别爱我》等作品。

### 車禍
2006年8月29日晚，正在拍摄《射鵰英雄傳》的胡歌，在沪杭高速嘉兴路段遭遇車禍，右臉及右眼伤势严重，右侧颈部遭玻璃割伤，右侧颈动、静脉暴露在外。助理兼好友张冕（北京师范大学艺术与传媒学院04级研究生）因搶救無效死亡。司机兼助理亦重伤。胡歌接受了长达6个半小时的手术，缝合了一百多针。9月初转至香港进一步治疗。
车祸发生后，《射鵰英雄傳》剧组宣布暂停拍摄，等待胡歌伤癒复工。《射鵰英雄傳》的作者金庸先生不仅赠送了一年的版权，还为胡歌题字：“渡过大难，将有大成；继续努力，终成大器。”谢娜、曾宝仪、彭于晏、林依晨、何炅、谢君豪、黄磊、孙莉等好友和射雕剧组成员纷纷赶到医院探望胡歌，更多的朋友则是通过电话和短信问候。胡歌官網“古月哥欠”还开设了“祝福专版”。胡歌说：“他们每一笔每一个字都充满了感情，让我觉得一个人的生命绝不只属于他自己。”
2006年10月25日，百代唱片为了帮胡歌实现去年生日许下的“2006年一定发片”的承诺，将先期录好的三首单曲制作成EP《珍惜胡歌》发行，主打歌《告诉他，我爱她》。
休养期间，他读书、看电影、健身、写作、学英语和做飯，过得简单而充實。

### 復出
2007年6月22日，胡歌在北京香格里拉酒店召开记者招待会，正式宣佈復出。虽然当时戴着黑框眼镜，他右眼的疤痕依然明显。胡歌复出后重新投入《射鵰英雄傳》的拍攝。车祸的经历让他对郭靖这个角色的领会更加深刻，但是摄影师和导演对他容貌的关注，令他质疑自己是否应该继续做演员。胡歌曾在微博中写道“在正式复出之前，我一直没有把握可以重返荧幕，没有信心可以做回演员这个职业”。然而，他还是一路坚持了下来，因为他坚信人应该对得起自己曾经受过的苦难。2008年，胡歌在《仙劍奇俠傳三》中同時詮釋景天、龍陽、飛蓬、和李逍遙四个不同角色。2009年，胡歌主演了中國首部穿越劇《神話》。车祸后，胡歌在影视作品中一直以额前的刘海遮掩右眼的疤痕，但为了塑造《神話》中秦朝将军蒙毅的形象，他放弃了一直以来的发型，露出了额头。2009年，《仙劍奇俠傳三》夺得年度国产电视剧收视冠军。2010年，《神話》打破了CCTV8黃金檔八年的收視紀錄。
2008年，胡歌發行個人第一張專輯《出發》。

### 磨练
2010年，胡歌开始尝试不同的角色，力求表演的多变。他主演了張筠導演的时装剧《苦咖啡》，扮演一位在大都市勤奋打拼的白领青年。这是他從古裝偶像劇轉型到其他領域的第一部作品。随后，在《香格里拉》里塑造了马贼出身的康巴汉子扎西，首次接触了少数民族题材的作品。
2011年胡歌出演了青春励志剧《摩登新人类》，后又在時尚商戰片《無懈可擊之高手如林》中飾演商業精英徐然。同年，他不仅担任了《軒轅劍之天之痕》的制片人，而且在其中饰演了一直期待尝试的角色—亦正亦邪的北周皇族後裔宇文拓。
2011年，張黎導演、成龍總導演的历史题材電影《辛亥革命》上映，胡歌出演林覺民，并以此角色入圍第21屆中國大众电影百花奖最佳新人獎。
2012年，胡歌在微博晒出了眼皮上没法消去的疤痕，写下：“回不去的容颜，求不来的蜕变。”用一种自信，坦然的态度面对脸上的伤痕。
2013年，胡歌成立自己的工作室。他推掉多部影視劇邀約，專注于賴聲川指導的話劇《如夢之夢》與根据白先勇同名小说改编的话剧《永遠的尹雪艷》的排練和巡演當中。胡歌说：“将近十年之后，重回舞台，从排练的第一天，一直到最后一场演出，每一个过程我都特别享受。不仅仅是演技得到锻炼，因为这是我内心里最期望的一种理想化的工作状态。”胡歌憑藉在《如夢之夢》中飾演的五號病人，獲得“第二屆丹尼獎最佳男演員”。。胡歌稱回归話劇舞台是因為想做一個純粹的演員。
2014年，胡歌接拍了《生活啟示錄》，在劇中他飾演電腦維修師鮑家明，與閆妮饰演的于晓强談了一場姐弟戀。胡歌说从和闫妮演对手戏的过程中学到了很多，闫妮塑造人物的方式和对角色理解的角度让他受到启发。同年9月，胡歌憑藉在《生活啟示錄》中的出色表現在韓國首爾舉行的第9屆首爾國際電視節中獲觀眾票選的“亞洲最具人氣演員獎”。同年與張黎導演第二次合作在史詩巨制《四十九日·祭》中出演鐵血狙擊手戴濤，並入圍第21屆上海電視節白玉蘭獎最佳男配角。

### 重生
2015年胡歌主演了《偽裝者》、《琅琊榜》、《大好時光》。这三部劇，跨越三個時間段，風格迥異。從民國諜戰到架空历史再到現代生活。三部劇同時入選國家新聞出版廣電總局的2015中國電視劇選集。在豆瓣2015年度榜單中《琅琊榜》以9.2的評分位居大陸電視劇第一名，而《偽裝者》以8.3分居第四名；在2015年全年度網絡總播放量中《琅琊榜》年度排名第三，《偽裝者》年度排名第九。
电视剧《偽裝者》，根據張勇小說《諜戰上海灘》改編，講述了在汪偽政權成立初期的上海，明家三姐弟明鏡、明樓、明台为了民族大义，伪装身份，出生入死，抗日救国的故事。胡歌在拍摄《琅琊榜》期间，只看了前十集的剧本，就被剧情打动，接下明台的角色。继《琅琊榜》后，再次与胡歌合作的李雪导演说胡歌对表演，甚至配音中一些细节的苛求让人惊讶，他能够为了一句台词重复到导演都烦了，几乎每天配音到嗓子哑了才肯罢休。明台有一场在两座高楼之间飞跃的动作戏，胡歌坚持自己完成，担心让替身做会影响拍摄角度和效果。胡歌以《偽裝者》中的明台一角獲得“第二屆文榮獎最佳男演員獎”。
电视剧《琅琊榜》改编自海宴的同名小说。小说最初在网上连载，讲述了肩负赤焰军血海深仇并身中奇毒的少帅林殊，化名梅长苏，隐身江湖十二年，精心筹谋布局，而后以谋士的身份，辅助靖王整肃朝堂并夺得太子之位，终使七万忠魂沉冤昭雪的故事。2011年，山东影视传媒购买了《琅琊榜》小说的电视剧改编权，不少胡歌的影迷到制片人侯鸿亮的微博推荐胡歌。推荐胡歌出演的很大一部分原因，是他与主人公梅长苏有着相似的遭遇，都曾经历生死从“地狱归来”。2012年胡歌在众多影迷的推荐下看了小说，很感动。2013年，侯鸿亮观看了话剧《如梦之梦》，看到胡歌作为一个演员在舞台上努力展现自己的魅力。同年12月，制作方宣布胡歌出演“麒麟才子”梅长苏。2015年9月19日，《琅琊榜》在北京卫视和东方卫视首播。开播时收视低迷，但随着剧情展开，网路播放量增高，网络评议热烈，剧中人物虽历经劫难，却初心不改的赤子情怀吸引了大批观众，播放后期收视迅速升高。
憑藉《琅琊榜》中其飾演的梅長蘇一角，胡歌獲得“第22届白玉蘭獎最佳男主角”、“第11屆中國金鷹電視藝術節暨第28屆中國電視金鷹獎觀眾喜愛的男演員及最具人氣男演員”、“國劇盛典最佳男演員”等獎項。白玉兰奖评审委员会的评语：“ 准确的节奏把握，纯熟的演技在角色塑造中完成了化蝶的蜕变！”他还憑藉《偽裝者》、《琅琊榜》二部劇提名“第30屆中國電視劇飛天獎 優秀男演員獎”。胡歌表示琅琊榜里的那句台词“既然活了下来，就不能白白活着”带给他很大的震撼，是他过去这十年最重要的人生的印记。
《大好時光》是胡歌與編劇王丽萍繼2014年《生活啟示錄》之後，第二度合作的一部都市情感題材新作，劇中飾演的是職場精英男袁浩；並以《大好時光》、《生活啟示錄》二部劇在日本福岡舉行的亞洲電視劇研討會10周年紀念頒獎禮上獲“亞洲特別貢獻獎”。
2017年在湖南衛視播出的，由姜偉執導的商戰懸念大劇《獵場》中，胡歌飾演的職場傳奇人物鄭秋冬是全劇的靈魂與主導，講述了一個人從年少到成熟自我對人生觀價值觀的認識和重塑。胡歌凭借此剧获得第24届上海电视节白玉兰奖“最佳男主角奖”提名。

### 蛻變
2019年，4月18日主演由刁亦男執導的電影《南方車站的聚會》入圍第第72屆坎城影展正式競賽單元，作為唯一華語片參賽。
同年9月，胡歌在福布斯發佈的中国100名人榜，名列第3名。
9月19日，助陣北京2022年冬奧會吉祥物發佈活動，獻唱《重逢》。
9月29日參演庆祝中华人民共和国成立70周年大会大型音樂舞蹈史詩《奮鬥吧 中華兒女》，飾演兩彈一星元勳郭永懷的故事。
10月13日與劉濤再次同框合作，在央視節目《故事裡的中國》中以舞臺劇的形式再現《永不消逝的電波》，重現那段崢嶸歲月，胡歌飾演的李俠沉著冷靜、大義凜然，如黑暗裡的微光，也似驕陽一般坦然清澈，表演專業又靈氣，自然又舒服。
10月20日-22日，《世界互聯網大會》在浙江烏鎮召開，胡歌以上海戲劇學院文藝工作者的身份出席“網上未成年人保護與生態治理”論壇，關注未成年人及網路生態，並參與小組討論。
2020年8月，王家衛執導的首部電視劇《繁花》官宣開機，但由於疫情等原因多次階段性殺青再補拍，直至2023年七月才正式殺青並進入後期製作；該劇視覺總監鮑德熹於2024年4月29日舉辦的《繁花影像創作論壇》中表示《繁花》實際拍攝時長僅9個月。
胡歌於此空檔出演的作品依序有電影《馴鹿》、電影《不虛此行》、中共二十大獻禮劇《縣委大院》及電影《走走停停》。
《繁花》殺青後隨即前往青海拍攝大型公益環保紀實節目《一路前行》。
2023年5月26日，胡歌以《縣委大院》第三度提名上海電視節白玉蘭獎最佳男主角；6月18日，憑藉於電影《不虛此行》中演繹的聞善一角獲金爵獎最佳男演員，評委評價其『以平實內斂的表演風格，呈現了一個令人信服的角色，讓人與之共情。』。
2024年5月24日，《2024文化強國建設高峰論壇》「繁榮文藝創作」分論壇在深圳舉行，胡歌作為演員代表出席。
2024年6月28日，以《繁花》寶總一角二度獲得白玉蘭獎最佳男主角獎，評委評價道：「《繁花》中胡歌的表演用个人独特的生命体验丰富了角色的性格内涵，充满激情而又含蓄蕴藉，从容不迫地勾画出人物成长的精神轨迹。」

## 公益活動
胡歌長年投身環境保育公益事業，2023年中與摯友劉濤、陳龍等人作為大型公益紀錄片《一路前行》的發起人實際前往各地參與諸多公益環保的實踐；2024年應邀成為生態環境部特邀觀察員。

## 舞台劇

### 如夢之夢
2013年话劇《如夢之夢》在北京舉行內地首演，每場演出長達八小時。胡歌化身為患有絕症的“五號病人”，在舞臺上一遍遍演繹和感受角色的心路歷程。2015年，他在央视的采访中坦言，这8小時的演出，就像是一次心靈的旅程。胡歌在话剧表演中找到了真正的樂趣：“那就是作為演員的幸福感。幸福感其實很簡單，就是演了一場很牛的戲，就能高興好幾天”。他自2013年起堅持每年演出話劇《如夢之夢》至今。。
2013年胡歌憑藉《如夢之夢》中五號病人一角，獲得第2届北京丹尼国际舞台表演艺术獎“最佳男演員”奖。颁奖词中写道：“沉實內斂的表演賦予了角色新的生命，注入了新的符號，獨特的個人氣質展現了全新的舞臺魅力。

## 書籍

### 幸福的拾荒者
本书创作于胡歌车祸后，发行於2007年6月。记录了他治疗期间的心路历程。 因車禍撞碎了他的生活和事業，他能做的只有拾起那些碎片，但在這樣拾荒的過程中，得到了很多人的關愛，因而將書名定為《幸福的拾荒者》。 
本书由接力出版社出版，分为序言、“旦夕祸福”、“怀念"冕"”、“寻找过去”、“柳暗花明”、“朋友，镜子”六部分。收录了胡歌自己的文章以及陈龙、陈秀雯、何炅、林依晨、谢娜、黄磊、何润东、徐若瑄、曾宝仪等艺人好友写给胡歌的祝福信，还有胡歌的经纪人蔡艺侬写的一篇《不离不弃》。2009年10月，他将《幸福的拾荒者》一書的全部版税收益與自己的片酬捐贈给慈善机构苗圃行动，在云南省威信县石坎村建立了一所希望小學，以在車禍中過世的好友張冕命名。
至今胡歌與粉絲都會不定期地捐贈物資到張冕希望小學。

## 個人生活
- 胡歌公開過的前女友是薛佳凝和江疏影。
- 胡歌母親生前罹患乳腺癌，最終於2014年去世。[66]
- 胡歌妻子是前执行经纪人黄曦宁，兩人於2022年9月21日登記結婚[67]。
- 2023年1月31日，胡歌发微博宣告女儿出生[68][69]。

## 演出作品

### 電視劇
| 年份   | 剧名               | 角色                       | 备注             |
| ------ | ------------------ | -------------------------- | ---------------- |
| 2004年 | 蒲公英             | 程灝                       |                  |
| 2005年 | 仙劍奇俠傳         | 李逍遙                     |                  |
| 2005年 | 聊齋               | 甯采臣                     | 單元剧主角       |
| 2005年 | 天外飛仙           | 董永                       |                  |
| 2006年 | 少年楊家將         | 楊延昭（楊六郎）           |                  |
| 2006年 | 別愛我             | 徐風                       |                  |
| 2008年 | 射鵰英雄傳         | 郭靖                       |                  |
| 2009年 | 仙劍奇俠傳三       | 景天、龍陽、李逍遙、飛蓬   |                  |
| 2010年 | 神話               | 蒙毅、易小川               |                  |
| 2010年 | 苦咖啡             | 陳琮                       |                  |
| 2011年 | 香格里拉           | 扎西平措                   |                  |
| 2011年 | 无懈可击之高手如林 | 徐然                       |                  |
| 2011年 | 摩登新人類         | 謝非凡                     |                  |
| 2012年 | 刷新3+7            | 陳杰、羅躍然、警察、二柱子 | 單元剧主角、客串 |
| 2012年 | 軒轅劍之天之痕     | 宇文拓、劍痴               |                  |
| 2014年 | 爱情公寓4          | 迪諾                       | 客串             |
| 2014年 | 生活启示录         | 鮑家明                     |                  |
| 2014年 | 風中奇緣           | 莫循                       |                  |
| 2014年 | 四十九日·祭        | 戴濤                       |                  |
| 2015年 | 偽裝者             | 明台(黎家鴻)               |                  |
| 2015年 | 琅琊榜             | 梅長蘇、蘇哲、林殊         |                  |
| 2015年 | 大好时光           | 袁浩                       |                  |
| 2016年 | 旋風十一人         | 穆奇 (謝羽)                |                  |
| 2017年 | 外科风云           | 胡歌                       | 客串             |
| 2017年 | 獵場               | 鄭秋冬                     |                  |
| 2022年 | 完美伴侣           | 小吴                       | 客串             |
| 2022年 | 县委大院           | 梅晓歌                     |                  |
| 2023年 | 繁花               | 寶總(阿寶)、A先生          |                  |
| 待播   | 生命树             |                            |                  |
| 待播   | 奇迹               | 张招远                     | 單元《牛牛》     |

### 單元劇
| 年份   | 剧名     | 單元名       | 角色     | 配音 | 备注                              |
| ------ | -------- | ------------ | -------- | ---- | --------------------------------- |
| 2005年 | 聊齋志異 | 聂小倩       | 甯采臣   | 沈磊 | 《聊齋志異》改編，分6個獨立的單元 |
| 2012年 | 刷新3+7  | 說好我們的店 | 陳杰     | 胡歌 | 都市系列劇，分10個獨立的單元      |
| 2012年 | 刷新3+7  | 喜宴         | 羅躍然   | 胡歌 | 都市系列劇，分10個獨立的單元      |
| 2012年 | 刷新3+7  | 彩色星期五   | （客串） | 胡歌 | 都市系列劇，分10個獨立的單元      |
| 2012年 | 刷新3+7  | 小城故事多   | （客串） | 胡歌 | 都市系列劇，分10個獨立的單元      |

### 電影
| 年份   | 剧名               | 角色       | 备注                                           |
| ------ | ------------------ | ---------- | ---------------------------------------------- |
| 1999年 | 國歌               | 大廳侍衛   | 客串                                           |
| 2002年 | 假裝沒感覺         | 侃侃       | 客串                                           |
| 2003年 | 疑神疑鬼           | 沈朗       | 客串                                           |
| 2006年 | 第601個電話        | 曉文       |                                                |
| 2008年 | 剑蝶               | 馬承恩     |                                                |
| 2011年 | 辛亥革命           | 林觉民     | 客串                                           |
| 2012年 | DIVA華麗之後       | 胡明       |                                                |
| 2014年 | 大話天仙           | 黑帝王使者 | 客串                                           |
| 2016年 | 那年夏天你去了哪裏 | 袁雎       | 客串                                           |
| 2018年 | 你好，之華         | 張超       | 客串                                           |
| 2019年 | 攀登者             | 楊光       |                                                |
| 2019年 | 南方車站的聚會     | 周澤農     | 第一部主演電影，入圍第72屆坎城影展的主競賽單元 |
| 2023年 | 不虚此行           | 闻善       | 入圍第25屆上海國際電影節主競賽單元             |
| 2024年 | 走走停停           | 吳迪       | 入圍第十四屆北京國際電影節主競賽單元           |
| 2025年 | 你行！你上！       | 胡先生     |                                                |
| 2025年 | 三滴血             | 朱邵玉     |                                                |
| 待上映 | 獨自·上場          | 姜山       |                                                |
| 待上映 | 抓特務             |            |                                                |

### 微電影／TVC
| 年份   | 片名                      | 片名                      | 導演             | 角色                       | 性質                                | 備註                                      |
| ------ | ------------------------- | ------------------------- | ---------------- | -------------------------- | ----------------------------------- | ----------------------------------------- |
| 2009年 | 夢幻誅仙                  | 夢幻誅仙                  | 李國立           | 陳禦風                     | 網路遊戲《夢幻誅仙》微電影          |                                           |
| 2011年 | 夢回鹿鼎記                | 夢回鹿鼎記                | 李國立           | 韋小寶                     | 網路遊戲《夢回鹿鼎記》微電影        |                                           |
| 2012年 | 神兵海域                  | 神兵海域                  |                  | 段譽                       | 網路遊戲《天龍八部》TVC             |                                           |
| 2014年 | 理智與情感                | 理智與情感                |                  |                            | 《JEEP》廣告TVC                     |                                           |
| 2014年 | 只要你開心                | 只要你開心                |                  |                            | 《真力時》“開心計畫”公益短片        |                                           |
| 2015年 | 周迅的四分之二邂逅        | 周迅的四分之二邂逅        |                  |                            | 《ELLE》微電影                      |                                           |
| 2015年 | 中場休息                  | 中場休息                  | 楊慶             | 拳擊手                     | 2015新浪娱樂《最美表演》            |                                           |
| 2016年 | 天生愛分享                | 天生愛分享                | 關錦鵬           |                            | 《必勝客》廣告TVC                   |                                           |
| 2016年 | 驚豔一觸即發              | 風芒篇                    |                  |                            | 《北京現代領動》微電影系列          |                                           |
| 2016年 | 驚豔一觸即發              | 動作篇                    |                  |                            | 《北京現代領動》微電影系列          |                                           |
| 2016年 | 驚豔一觸即發              | 柔情篇                    |                  |                            | 《北京現代領動》微電影系列          |                                           |
| 2016年 | 讀自己                    | 讀自己                    | 鄺盛             |                            | 《QQ閱讀》廣告TVC                   | 胡歌參與劇本撰寫                          |
| 2016年 | 我的咖啡館                | 我的咖啡館                |                  |                            | 《雀巢咖啡多趣酷思》廣告TVC         |                                           |
| 2016年 | 致曾經的兄弟              | 致曾經的兄弟              |                  |                            | 《大話西遊》年度品牌宣傳片          |                                           |
| 2016年 | 我們的上海                | 我們的上海                |                  |                            | 上海城市旅遊形象宣傳片              |                                           |
| 2016年 | 不凡背後                  | 不凡背後                  |                  |                            | 《德國博朗》廣告TVC                 |                                           |
| 2016年 | 胡歌的正反論              | 胡歌的正反論              | 許闖             |                            | 《CHANEL香奈兒全新五號之水》廣告TVC |                                           |
| 2016年 | 紐約戀章                  | 紐約戀章                  | Alexi Lubomirski |                            | VOGUE FILM                          |                                           |
| 2017年 | Chanel-比愛快一點         | Chanel-比愛快一點         | MAUHWA LIU       |                            | 《SuperELLE》微電影                 | 榮獲第8屆金滑鼠數位行銷大賽視頻行銷類銅獎 |
| 2017年 | 上海一夢                  |                           | MAUHWA LIU       |                            | 《SuperELLE》微電影                 |                                           |
| 2017年 | ON THE TRIP               | ON THE TRIP               |                  |                            | 中國東方航空60周年宣傳片            |                                           |
| 2017年 | 自由圖書館                | 自由圖書館                |                  |                            | 《QQ閱讀》微電影                    | 2018中國廣告影片金獅獎最佳視效獎          |
| 2017年 | 她的味道                  | 她的味道                  | MAUHWA LIU       |                            | 《SuperELLE》微電影                 |                                           |
| 2017年 | 某種愛的記錄              | 某種愛的記錄              | 葉錦添           |                            | VOGUE FILM                          |                                           |
| 2018年 | 在所有想見的地方          | 在所有想見的地方          | 劉雨霖           |                            | VOGUE FILM                          |                                           |
| 2019年 | 為愛飛翔                  | 為愛飛翔                  |                  |                            | 2019東航形象代言人公益宣傳片        |                                           |
| 2019年 | 品川猴                    | 品川猴                    | MAUHWA LIU       | 一人分饰两角（明星, 代驾） | ELLE TV 微电影                      | 自编自演村上春树的《品川猴》              |
| 2019年 | 《逃亡者的前世今生》      | 《逃亡者的前世今生》      | 刁亦男           | 一人分饰三角               | 2019年新浪娱乐【最美表演】          | 一镜到底表演                              |
| 2021年 | 《英雄之美，寸土寸心》    | 《英雄之美，寸土寸心》    | 郭洪奎           | 一人分饰五角               | 2021年国庆节目                      |                                           |
| 2023年 | 《心不移志愈坚 勇毅前行》 | 《心不移志愈坚 勇毅前行》 |                  |                            | 2023年東航形象代言人宣傳片          |                                           |

### 配音
| 年份   | 類型       | 劇名               | 角色                 | 備註                       |
| ------ | ---------- | ------------------ | -------------------- | -------------------------- |
| 1999年 | 動畫電影   | 宝莲灯             | 沉香                 |                            |
| 2011年 | 動畫電影   | 少年岳飛傳奇       | 岳飛                 |                            |
| 2012年 | 動畫電影   | 大鬧天宮3D         | 武曲星/天兵甲/天兵乙 |                            |
| 2012年 | 動畫電影   | 麥兜噹噹伴我心     | 成人麥兜             | 國語配音，粵語配音：鄭中基 |
| 2014年 | 動畫電影   | 龍之谷：破曉奇兵   | 貝思柯德             |                            |
| 2017年 | 動畫廣播劇 | 言靈童話           | 言靈師               | 為宣傳錄影帶配音           |
| 2019年 | 纪录片     | 但是还有书籍       | 旁白                 | 為B站纪录片配音            |
| 2021年 | 纪录片     | 无尽攀登           | 旁白                 | 為夏伯渝攀登珠峰纪录片配音 |
| 2022年 | 纪录片     | 但是还有书籍第二季 | 旁白                 | 為B站纪录片配音            |
| 2023年 | 纪录片     | 布达拉宫           | 旁白                 | 為腾讯全息纪录片配音       |

## 話劇作品
| 年份   | 日期               | 劇名         | 角色            | 導演   | 城市   | 地點                   | 備註                                                                                                  |
| ------ | ------------------ | ------------ | --------------- | ------ | ------ | ---------------------- | --- |
| 2002年 |                    | 我為歌狂     | 楚天歌          | 楊昕巍 | 上海   | 白玉蘭劇場             | 根據動畫片《我為歌狂》改編                                                                            |
| 2005年 |                    | 探長來訪     | 吉拉德•克勞夫特 | 李學通 | 上海   | 上戲劇院               | 畢業作品                                                                                              |
| 2013年 | 4月1日－4月14日    | 如夢之夢     | 五號病人        | 賴聲川 | 北京   | 保利劇院               | 榮獲第2屆北京丹尼國際舞台表演藝術獎－最佳男演員獎                                                     |
| 2013年 | 5月4－5月8日       | 永遠的尹雪艷 | 徐壯圖          | 徐俊   | 上海   | 文化廣場               | 改編自《白先勇-台北人首篇永遠的尹雪艷》 全程上海話方言的話劇 榮獲2013上海文化廣場年度最受歡迎男主角獎 |
| 2013年 | 5月9日－5月11日    | 如夢之夢     | 五號病人        | 賴聲川 | 浙江   | 烏鎮大劇院             | |
| 2013年 | 6月10日－6月23日   | 如夢之夢     | 五號病人        | 賴聲川 | 上海   | 東方藝術中心           | |
| 2013年 | 8月19日－9月1日    | 如夢之夢     | 五號病人        | 賴聲川 | 臺北   | 國家戲劇院             | |
| 2013年 | 9月28日－9月29日   | 如夢之夢     | 五號病人        | 賴聲川 | 深圳   | 保利劇院               | |
| 2013年 | 10月9日－10月13日  | 永遠的尹雪艷 | 徐壯圖          | 徐俊   | 上海   | 文化廣場               | |
| 2014年 | 2月6日－2月9日     | 如夢之夢     | 五號病人        | 賴聲川 | 新加坡 | 濱海藝術中心           | |
| 2014年 | 12月24日－12月28日 | 如夢之夢     | 五號病人        | 賴聲川 | 北京   | 保利劇院               | |
| 2015年 | 12月24日－12月27日 | 如夢之夢     | 五號病人        | 賴聲川 | 北京   | 保利劇院               | |
| 2016年 | 2月18日－2月21日   | 如夢之夢     | 五號病人        | 賴聲川 | 上海   | 東方藝術中心           | |
| 2016年 | 12月21日－12月25日 | 如夢之夢     | 五號病人        | 賴聲川 | 北京   | 保利劇院               | |
| 2017年 | 2月10日－2月12日   | 如夢之夢     | 五號病人        | 賴聲川 | 蘇州   | 蘇州文化藝術中心大劇院 | |
| 2017年 | 12月21日－12月25日 | 如夢之夢     | 五號病人        | 賴聲川 | 北京   | 保利劇院               | |
| 2018年 | 3月1日－3月4日     | 如夢之夢     | 五號病人        | 賴聲川 | 上海   | 上劇場                 | |
| 2018年 | 3月16日－3月18日   | 如夢之夢     | 五號病人        | 賴聲川 | 深圳   | 保利劇院               | |
| 2018年 | 12月21日－12月25日 | 如夢之夢     | 五號病人        | 賴聲川 | 北京   | 保利劇院               | |
| 2019年 | 1月10日－1月12日   | 如夢之夢     | 五號病人        | 賴聲川 | 上海   | 上劇場                 | |
| 2019年 | 2月22日－2月24日   | 如夢之夢     | 五號病人        | 賴聲川 | 重慶   | 大劇院                 | |
| 2019年 | 12月20日－12月25日 | 如夢之夢     | 五號病人        | 賴聲川 | 北京   | 保利劇院               | |
| 2021年 | 3月4日－3月7日     | 如夢之夢     | 五號病人        | 賴聲川 | 上海   | 上劇場                 | |

## 音樂作品

### 單曲
| 單曲 # | 單曲資料                                                     | 曲目                                                                     |
| ------ | ------------------------------------------------------------ | ------------------------------------------------------------------------ |
| 1st    | 首張單曲《珍惜胡歌》 - 發行日期：2006年10月25日 - 語言：國語 | 曲目 1. 遇到一個好人 2. 畫像 3. 告訴她我愛她（電視劇《少年楊家將》插曲） |

### 正規專輯
| 專輯 # | 專輯資料                                                    | 曲目 |
| ------ | ----------------------------------------------------------- | --- |
| 1st    | 首張正規專輯《出發》 - 發行日期：2008年5月12日 - 語言：國語 | 曲目 1. 騎單車的日子(胡歌親點最愛。輕鬆的校園小品，健康環保主題曲) 2. 去愛吧 3. 傳聞 4. 地與天 5. 不完美 6. 為自己驕傲 7. 烏雲然(08版《射鵰英雄傳》片尾曲) 8. 毒藥（饒雪漫小說《離歌》主題曲） 9. 一個人的海岸 10. 她的眼睛會下雨 |

### 精選輯
| 專輯 # | 專輯資料                                                 | 曲目 |
| ------ | -------------------------------------------------------- | --- |
| 1st    | 首張精選輯《藍光》 - 發行日期：2010年7月2日 - 語言：國語 | 曲目 1. 藍光（new） 2. 敢不敢愛（new）（《夢幻誅仙》Online主題曲） 3. 有一種歌（new） 4. 傳聞 5. 遇到一個好人 6. 六月的雨（經典遊戲改編巨作《仙劍奇俠傳》插曲） 7. 她的眼睛會下雨 8. 愛你不會變（都市愛情劇《別愛我》插曲） 9. 一個人的海岸 10. 忘記時間﹙最強收視奇情浪漫武俠劇《仙劍奇俠傳三》片尾曲﹚ 11. 騎單車的日子 12. 告訴他，我愛她（古裝大戲《少年楊家將》插曲） 13. 烏雲然（金庸武俠大戲08《射鵰英雄傳》片尾曲） 14. 地與天 15. 去愛吧 |

### 電視劇歌曲
| 年份   | 歌曲名稱     | 電視劇             | 性質   | 備註                |
| ------ | ------------ | ------------------ | ------ | ------------------- |
| 2004年 | 逍遥嘆       | 仙劍奇俠傳         | 插曲   |                     |
| 2004年 | 六月的雨     | 仙劍奇俠傳         | 插曲   |                     |
| 2005年 | 天亮以后     | 天外飛仙           | 插曲   |                     |
| 2005年 | 月光         | 天外飛仙           | 插曲   |                     |
| 2006年 | 告诉他我爱她 | 少年杨家将         | 插曲   |                     |
| 2006年 | 一刻永远     | 别爱我             | 片頭曲 |                     |
| 2006年 | 爱你不会变   | 别爱我             | 插曲   |                     |
| 2008年 | 乌云然       | 射鵰英雄傳         | 片尾曲 |                     |
| 2009年 | 光棍         | 仙劍奇俠傳三       | 插曲   |                     |
| 2009年 | 忘记时间     | 仙劍奇俠傳三       | 片尾曲 |                     |
| 2009年 | 美丽的神话   | 神話               | 片尾曲 | 與白冰合唱          |
| 2011年 | 天地梅花开   | 怪侠一枝梅         | 主题曲 |                     |
| 2011年 | 一念执着     | 步步驚心           | 片頭曲 | 與阿蘭·達瓦卓瑪合唱 |
| 2011年 | 高手         | 無懈可擊之高手如林 | 主题曲 |                     |
| 2012年 | 一吻天荒     | 轩辕剑之天之痕     | 主题曲 |                     |
| 2012年 | 指紋         | 轩辕剑之天之痕     | 插曲   |                     |
| 2012年 | 一篇故事     | 刷新3+7            | 片尾曲 |                     |
| 2014年 | 好好過       | 風中奇緣           | 插曲   |                     |
| 2015年 | 風起時       | 琅琊榜             | 主题曲 |                     |
| 2017年 | 盛開         | 獵場               | 片尾曲 |                     |

### 電影歌曲
| 年份   | 歌曲名稱                   | 電影           | 性質   | 備註 |
| ------ | -------------------------- | -------------- | ------ | ---- |
| 2019年 | 美麗的梭羅河               | 南方車站的聚會 | 主題曲 |      |
| 2023年 | 給我一個擁抱你就永遠不會老 | 不虛此行       | 主題曲 |      |

### 其他歌曲
| 年份      | 歌曲名稱   | 類型                                                          | 性質   | 備註 |
| --------- | ---------- | ------------------------------------------------------------- | ------ | ---- |
| 2009年    | 敢不敢爱   | 网络游戏《梦幻诛仙》                                          | 主题曲 |      |
| 2011年    | 我不做英雄 | 線上遊戲《鹿鼎记online》                                      | 主题曲 |      |
| 2019年9月 | 重逢       | 2022年冬奥会吉祥物揭晓晚会，与尹丽媛一起演唱                  | 主题曲 |      |
| 2024年1月 | 一路前行   | 記實節目《一路前行 (纪实节目)》中的歌曲，與劉濤、陳龍一起演唱 |        |      |

### 音樂錄影帶(MV)
| 年份   | 歌手       | 曲目                                                           | 劇名                                     | 備註     |
| ------ | ---------- | -------------------------------------------------------------- | ---------------------------------------- | -------- |
| 2004年 | 胡歌       | 逍遥叹                                                         | 電視劇《仙劍奇俠傳》插曲                 |          |
| 2004年 | 胡歌       | 六月的雨                                                       | 電視劇《仙劍奇俠傳》插曲                 |          |
| 2004年 | JS         | 杀破狼                                                         | 電視劇《仙劍奇俠傳》主題曲               |          |
| 2004年 | 动力火车   | 终于明白                                                       | 電視劇《仙劍奇俠傳》片尾曲               |          |
| 2004年 | 阿桑       | 一直很安静                                                     |                                          |          |
| 2005年 | 胡歌       | 天亮以后                                                       | 電視劇《天外飛仙》插曲                   |          |
| 2005年 | 胡歌       | 月光                                                           | 電視劇《天外飛仙》插曲                   |          |
| 2005年 | S.H.E      | 一眼万年                                                       | 電視劇《天外飛仙》主題曲                 |          |
| 2005年 | Tank       | 千年泪                                                         | 電視劇《天外飛仙》片尾曲                 |          |
| 2005年 | 胡歌       | 爱你不会变                                                     |                                          |          |
| 2005年 | 胡歌       | 一刻永远                                                       |                                          |          |
| 2006年 | 周笔畅     | 号码                                                           |                                          |          |
| 2008年 | 胡歌       | 乌云然                                                         | 電視劇《射鵰英雄傳》片尾曲               |          |
| 2008年 | 郑中基     | 英雄寞                                                         | 電視劇《射鵰英雄傳》片頭曲               |          |
| 2008年 | 胡歌       | 她的眼睛会下雨                                                 |                                          |          |
| 2008年 | 胡歌       | 去爱吧                                                         |                                          |          |
| 2008年 | 胡歌       | 毒药                                                           |                                          | 韓寒導演 |
| 2009年 | 胡歌       | 忘记时间                                                       | 電視劇《仙劍奇俠傳三》片尾曲             |          |
| 2009年 | 胡歌       | 光棍                                                           | 電視劇《仙劍奇俠傳三》插曲               |          |
| 2009年 | 青鸟飞鱼   | 此生不换                                                       | 電視劇《仙劍奇俠傳三》插曲               |          |
| 2009年 | 胡歌       | 敢不敢爱                                                       |                                          |          |
| 2009年 | 胡歌&白冰  | 美丽的神话                                                     | 電視劇《神話》片尾曲                     |          |
| 2010年 | 胡歌       | 敢不敢爱                                                       | 网游 《梦幻诛仙》宣传片主题曲            |          |
| 2010年 | 金莎       | 星月神话                                                       | 電視劇《神話》插曲                       |          |
| 2011年 | 胡歌       | 高手                                                           | 電視劇《無懈可擊之高手如林》主題曲       |          |
| 2011年 | 胡歌       | 我不做英雄                                                     | 線上遊戲《鹿鼎記online》主題曲           |          |
| 2012年 | 胡歌       | 一吻天荒                                                       | 電視劇《軒轅劍之天之痕》主題曲           |          |
| 2012年 | 胡歌       | 指紋                                                           | 電視劇《軒轅劍之天之痕》插曲             |          |
| 2014年 | 胡歌       | 好好过                                                         | 電視劇《风中奇缘》插曲                   |          |
| 2015年 | 胡歌       | 風起時                                                         | 電視劇《琅琊榜》主題曲                   |          |
| 2017年 | 胡歌       | 盛開                                                           | 電視劇《獵場》片尾曲                     |          |
| 2019年 | 胡歌       | 美丽的梭罗河                                                   | 电影《南方车站的聚会》片尾曲             |          |
| 2019年 | 年輕的力量 | 第二屆中國國際進口博覽會青年志願者宣傳推廣大使全新演繹的群星版 | 群星合唱                                 |          |
| 2024年 | 胡歌       | 偷心                                                           | 《繁花》剧组为胡歌庆生，王家卫导演亲制MV |          |
| 2024年 | 胡歌       | 好久不见                                                       | 作为《花样年华》重映片花BGM              |          |

## 出版作品

### 編劇／圖書／雜誌
| 年份   | 類型     | 名稱               | 備註                                 |
| ------ | -------- | ------------------ | ------------------------------------ |
| 2006年 | 出版圖書 | 幸福的拾荒者       | 講述車禍期間的感悟，版稅用於慈善     |
| 2012年 | 刊登散文 | 香格里拉，一寸雲間 | 收錄於雜誌《優家畫報》總第167期C刊   |
| 2012年 | 編劇作品 | 刷新3+7之城市之光  | 單元劇《刷新3+7》中《城市之光》單元  |
| 2013年 | 序言     | 有爱               | 收錄於圖書《紙間映射》               |
| 2013年 | 刊登散文 | 高空作業           | 收錄於雜誌《電視劇》總第312期        |
| 2013年 | 刊登散文 | 三杯咖啡           | 收錄於圖書《說上海話的尹雪豔》       |
| 2015年 | 序言     | 小雪微暖           | 收錄於圖書《如果有一件小事是重要的》 |

### 專欄
| 年份         | 類型         | 專欄名稱 | 文章名稱                     | 備註                                                                           |
| ------------ | ------------ | -------- | ---------------------------- | ------------------------------------------------------------------------------ |
| 2006－2007年 | 文字專欄     | 亂唱歌   | 照鏡子                       | 2006年車禍後到2007年正式復出前真實內心的十五篇心情自白，刊載於《南都娛樂週刊》 |
| 2006－2007年 | 文字專欄     | 亂唱歌   | 在流浪                       | 2006年車禍後到2007年正式復出前真實內心的十五篇心情自白，刊載於《南都娛樂週刊》 |
| 2006－2007年 | 文字專欄     | 亂唱歌   | 吃麵條                       | 2006年車禍後到2007年正式復出前真實內心的十五篇心情自白，刊載於《南都娛樂週刊》 |
| 2006－2007年 | 文字專欄     | 亂唱歌   | 到達彼岸                     | 2006年車禍後到2007年正式復出前真實內心的十五篇心情自白，刊載於《南都娛樂週刊》 |
| 2006－2007年 | 文字專欄     | 亂唱歌   | 秋意濃                       | 2006年車禍後到2007年正式復出前真實內心的十五篇心情自白，刊載於《南都娛樂週刊》 |
| 2006－2007年 | 文字專欄     | 亂唱歌   | 無能為力的一天               | 2006年車禍後到2007年正式復出前真實內心的十五篇心情自白，刊載於《南都娛樂週刊》 |
| 2006－2007年 | 文字專欄     | 亂唱歌   | 迫害了一百頭豬               | 2006年車禍後到2007年正式復出前真實內心的十五篇心情自白，刊載於《南都娛樂週刊》 |
| 2006－2007年 | 文字專欄     | 亂唱歌   | 聽馬一聲長嘶，我如釋重負     | 2006年車禍後到2007年正式復出前真實內心的十五篇心情自白，刊載於《南都娛樂週刊》 |
| 2006－2007年 | 文字專欄     | 亂唱歌   | 生命與右眼的危難             | 2006年車禍後到2007年正式復出前真實內心的十五篇心情自白，刊載於《南都娛樂週刊》 |
| 2006－2007年 | 文字專欄     | 亂唱歌   | 夢，可夢，非常夢             | 2006年車禍後到2007年正式復出前真實內心的十五篇心情自白，刊載於《南都娛樂週刊》 |
| 2006－2007年 | 文字專欄     | 亂唱歌   | 我的蘋果電腦上網記           | 2006年車禍後到2007年正式復出前真實內心的十五篇心情自白，刊載於《南都娛樂週刊》 |
| 2006－2007年 | 文字專欄     | 亂唱歌   | 抱著枕頭跳“陀螺舞”           | 2006年車禍後到2007年正式復出前真實內心的十五篇心情自白，刊載於《南都娛樂週刊》 |
| 2006－2007年 | 文字專欄     | 亂唱歌   | 星星點燈，照亮我的前程       | 2006年車禍後到2007年正式復出前真實內心的十五篇心情自白，刊載於《南都娛樂週刊》 |
| 2006－2007年 | 文字專欄     | 亂唱歌   | 本報獨家回應：故意不復出？   | 2006年車禍後到2007年正式復出前真實內心的十五篇心情自白，刊載於《南都娛樂週刊》 |
| 2006－2007年 | 文字專欄     | 亂唱歌   | 停下來就意味著放棄自己的權利 | 2006年車禍後到2007年正式復出前真實內心的十五篇心情自白，刊載於《南都娛樂週刊》 |
| 2017年       | 攝影文字專欄 | 胡亂唱歌 | 我們的故事（上）             | 由胡歌自己寫、自己攝影的專欄，收錄於雜誌《VOGUE服飾與美容》                    |
| 2017年       | 攝影文字專欄 | 胡亂唱歌 | 我們的故事（中）             | 由胡歌自己寫、自己攝影的專欄，收錄於雜誌《VOGUE服飾與美容》                    |
| 2017年       | 攝影文字專欄 | 胡亂唱歌 | 我們的故事（下）             | 由胡歌自己寫、自己攝影的專欄，收錄於雜誌《VOGUE服飾與美容》                    |
| 2017年       | 攝影文字專欄 | 胡亂唱歌 | 砸爛我的手機                 | 由胡歌自己寫、自己攝影的專欄，收錄於雜誌《VOGUE服飾與美容》                    |
| 2017年       | 攝影文字專欄 | 胡亂唱歌 | 如果 我是0117號考生          | 由胡歌自己寫、自己攝影的專欄，收錄於雜誌《VOGUE服飾與美容》                    |
| 2017年       | 攝影文字專欄 | 胡亂唱歌 | 有吃者 事竟成                | 由胡歌自己寫、自己攝影的專欄，收錄於雜誌《VOGUE服飾與美容》                    |
| 2017年       | 攝影文字專欄 | 胡亂唱歌 | 不及格的作業                 | 由胡歌自己寫、自己攝影的專欄，收錄於雜誌《VOGUE服飾與美容》                    |
| 2017年       | 攝影文字專欄 | 胡亂唱歌 | 漫漫路 慢慢走                | 由胡歌自己寫、自己攝影的專欄，收錄於雜誌《VOGUE服飾與美容》                    |
| 2017年       | 攝影文字專欄 | 胡亂唱歌 | 寫給我和“我”的信             | 由胡歌自己寫、自己攝影的專欄，收錄於雜誌《VOGUE服飾與美容》                    |
| 2017年       | 攝影文字專欄 | 胡亂唱歌 | 失聰                         | 由胡歌自己寫、自己攝影的專欄，收錄於雜誌《VOGUE服飾與美容》                    |
| 2017年       | 攝影文字專欄 | 胡亂唱歌 | 彼得潘 綜合症                | 由胡歌自己寫、自己攝影的專欄，收錄於雜誌《VOGUE服飾與美容》                    |
| 2017年       | 攝影文字專欄 | 胡亂唱歌 | 夢旅人                       | 由胡歌自己寫、自己攝影的專欄，收錄於雜誌《VOGUE服飾與美容》                    |
| 2017年       | 攝影文字專欄 | 胡亂唱歌 | 返場謝幕                     | 由胡歌自己寫、自己攝影的專欄，收錄於雜誌《VOGUE服飾與美容》                    |

## 攝影作品

### 攝影展
| 年份                     | 地點                | 展覽名稱                   | 作品名稱               | 備註                                        |
| ------------------------ | ------------------- | -------------------------- | ---------------------- | ------------------------------------------- |
| 2016年4月22日至5月15日   | 北京798藝術園區     | 胡歌雲南拍攝之旅紀實影像展 | 歌行雲南               | 拍攝索尼廣告的台前幕後                      |
| 2016年6月13日至6月18日   | 英國‧倫敦登喜路之家 | 《家•園》上海城市影像展    | 霧中的上海之巔         | 2016“魅力上海”城市形象倫敦推廣活動之一      |
| 2016年10月21日至11月15日 | 上海                | 《家•園》上海城市影像展    | 霧中的上海之巔         | Shanghai. Let's Meet!——藝術，在上海系列活動 |
| 2016年12月               | 索尼中國官網        | 胡歌線上作品展             | 歐洲之行作品展         | 傳遞上海風度，珍藏歐洲風情                  |
| 2016年12月               | 索尼中國官網        | 胡歌線上作品展             | 長江源環保公益行作品展 | 心系綠色世界，追蹤生命印跡                  |

## 獎項

### 個人獎項
| 年份 | 頒獎典禮                                               | 獎項                             | 作品               | 備註                     |
| ---- | ------------------------------------------------------ | -------------------------------- | ------------------ | ------------------------ |
| 2004 | 新耀東方年度新人頒獎典禮                               | 幻影風尚新銳偶像獎               |                    |                          |
| 2006 | 第2屆電視劇風雲盛典                                    | 內地最具潛質新人獎               | 仙劍奇俠傳         |                          |
| 2006 | 第2屆電視劇風雲盛典                                    | 內地最受歡迎男演員獎             | 仙劍奇俠傳         |                          |
| 2006 | 騰迅網星光大典                                         | 最具潛力電影演員獎               | 第601個電話        |                          |
| 2006 | 騰迅網星光大典                                         | 最受歡迎四大小生獎               |                    |                          |
| 2007 | 第6届雪碧中國原創音樂流行榜                            | 幻影風尚新銳偶像獎               |                    |                          |
| 2009 | 福建電視台「我愛我劇」頒獎典禮                         | 收視貢獻獎                       | 天外飛仙           |                          |
| 2009 | 福建電視台「我愛我劇」頒獎典禮                         | 收視貢獻獎                       | 別愛我             |                          |
| 2009 | 福建電視台「我愛我劇」頒獎典禮                         | 收視貢獻獎                       | 射鵰英雄傳         |                          |
| 2009 | 福建城市聯盟電視劇頒獎禮                               | 最受觀眾喜愛演員獎               | 射鵰英雄傳         |                          |
| 2009 | 中娱榜                                                 | 年度內地最具人氣男明星獎         |                    |                          |
| 2010 | 2010春季電視劇互聯網盛典                               | 最具號召力男演員獎               | 神話               |                          |
| 2010 | 2010春季電視劇互聯網盛典                               | 最具號召力男演員獎               | 仙劍奇俠傳三       |                          |
| 2010 | 第1屆中國大學生電視節                                  | 網絡人氣獎                       | 神話               |                          |
| 2010 | 第4屆華鼎獎中國電視劇滿意度調查發布盛典                | 傳奇類最佳男演員獎               | 神話               |                          |
| 2010 | 摩登上海潮盛典                                         | 年度潮流人物獎                   |                    |                          |
| 2011 | 優酷大劇盛典                                           | 優酷指數最受歡迎男演員           | 仙劍奇俠傳三       |                          |
| 2011 | 優酷大劇盛典                                           | 優酷指數最受歡迎男演員           | 无懈可击之高手如林 |                          |
| 2011 | 摩登上海·潮盛典                                        | 年度潮流人物獎                   |                    |                          |
| 2011 | 首届伊周 Femina IT Award                               | 年度IT型男獎                     |                    |                          |
| 2011 | 《时尚·COSMO》年度美容大奖颁奖盛典                     | 年度风格造型獎                   |                    |                          |
| 2011 | 《红秀GRAZIA》杂志三周年盛典                           | 年度风尚突破獎                   |                    |                          |
| 2011 | 2011國劇盛典                                           | 內地年度網絡最受歡迎男演員獎     | 无懈可击之高手如林 |                          |
| 2012 | 星尚大典                                               | 星尚人氣先鋒人物                 |                    |                          |
| 2012 | 第8屆華鼎獎中國電視劇滿意度調查發布盛典                | 傳奇類最佳男演員獎               | 軒轅劍之天之痕     |                          |
| 2012 | 2012國劇盛典                                           | 最具人氣男演員獎                 | 軒轅劍之天之痕     |                          |
| 2013 | 第2屆北京丹尼國際舞台表演藝術獎                        | 最佳男演員獎                     | 如夢之夢           |                          |
| 2013 | 上海文化廣場二週年慶典                                 | 最受歡迎男主角獎                 | 永遠的尹雪艷       |                          |
| 2013 | 第4屆中國大學生電視節                                  | 年度最受大學生喜愛電視劇男演員獎 | 軒轅劍之天之痕     |                          |
| 2013 | BQ紅人榜                                               | 年度話劇紅人獎                   | 如夢之夢           |                          |
| 2013 | BQ紅人榜                                               | 年度話劇紅人獎                   | 永遠的尹雪艷       |                          |
| 2014 | 第9屆首爾國際電視節                                    | 觀眾投票最高人氣獎（中國）       | 生活啟示錄         |                          |
| 2014 | 2014國劇盛典                                           | 最受歡迎演員獎                   | 生活啟示錄         |                          |
| 2014 | 2014國劇盛典                                           | 最受歡迎演員獎                   | 風中奇緣           |                          |
| 2014 | 2014國劇盛典                                           | 最受歡迎演員獎                   | 四十九日·祭        |                          |
| 2015 | 2015橫店影視節暨第二屆文榮獎                           | 最佳男演員獎                     | 偽裝者             | 首次獲得「文榮獎視帝」   |
| 2015 | 亞洲電視劇研討會10周年紀念頒獎禮                       | 亞洲特別貢獻獎                   | 生活啟示錄         |                          |
| 2015 | 亞洲電視劇研討會10周年紀念頒獎禮                       | 亞洲特別貢獻獎                   | 大好時光           |                          |
| 2015 | 風從東方來娛樂影響力盛典                               | 年度娛樂影響力人物               |                    |                          |
| 2015 | 2015百度Moments行銷盛典                                | 2015年度最具價值男藝人           |                    |                          |
| 2015 | 2015中國夢想人物榜                                     | 風雲榜上榜人物                   |                    |                          |
| 2015 | 2016愛奇藝尖叫之夜                                     | 年度最佳電視劇演員               | 琅琊榜             |                          |
| 2015 | 2016愛奇藝尖叫之夜                                     | 年度最佳電視劇演員               | 偽裝者             |                          |
| 2015 | 2016愛奇藝尖叫之夜                                     | 年度最佳電視劇演員               | 大好時光           |                          |
| 2015 | 2015中國年度新銳榜                                     | 年度藝人                         |                    |                          |
| 2015 | 2015綜藝年度人物                                       | 年度最具商業價值演員             |                    |                          |
| 2015 | 第二屆世界互聯網大會‧2015中國十大網路影響力人物        | 10大榜首                         |                    |                          |
| 2015 | 2015ELLE風尚大典                                       | UC年度熱搜人物                   |                    |                          |
| 2015 | 2015ELLE風尚大典                                       | ELLE年度偶像                     |                    |                          |
| 2015 | 2015國劇盛典                                           | 最佳男演員                       | 琅琊榜             | 首次獲得「國劇盛典視帝」 |
| 2015 | 2015搜狗in全景‧臻選禮 IN風尚大獎                       | 十年用戶最喜愛男演員             |                    |                          |
| 2015 | 2015網易有態度人物盛典                                 | 最有態度實力男神                 |                    |                          |
| 2016 | 南方都市報娛樂年鑒                                     | 美麗榜榜首                       |                    |                          |
| 2016 | 2016上海電視劇製播年會暨中國電視劇品質盛典             | 年度品質表演大獎                 | 琅琊榜             |                          |
| 2016 | 2016上海電視劇製播年會暨中國電視劇品質盛典             | 年度品質表演大獎                 | 偽裝者             |                          |
| 2016 | 2016上海電視劇製播年會暨中國電視劇品質盛典             | 年度品質表演大獎                 | 大好時光           |                          |
| 2016 | 2016上海電視劇製播年會暨中國電視劇品質盛典             | 年度最具市場號召力演員           | 琅琊榜             |                          |
| 2016 | 2016上海電視劇製播年會暨中國電視劇品質盛典             | 年度最具市場號召力演員           | 偽裝者             |                          |
| 2016 | 2016上海電視劇製播年會暨中國電視劇品質盛典             | 年度最具市場號召力演員           | 大好時光           |                          |
| 2016 | 2015明星權力榜年度頒獎盛典                             | 內地最受歡迎男演員               |                    |                          |
| 2016 | 第22屆上海電視節白玉蘭獎頒獎典禮                       | 最佳男主角                       | 琅琊榜             | 首次獲得「白玉蘭視帝」   |
| 2016 | 2016GQ年度人物盛典                                     | 年度最具影響力演員               |                    |                          |
| 2016 | 第11屆中國金鷹電視藝術節暨第28屆中國電視金鷹獎頒獎典禮 | 觀眾喜愛的男演員                 | 琅琊榜             | 首次獲得「金鷹視帝」     |
| 2016 | 第11屆中國金鷹電視藝術節暨第28屆中國電視金鷹獎頒獎典禮 | 最具人氣男演員                   | 琅琊榜             | 首次獲得「金鷹視帝」     |
| 2016 | 第一財經週刊                                           | 2016年最具商業價值明星榜第一名   |                    |                          |
| 2016 | 2016LiTV年度OTT影視大賞                                | 年度戲劇男演員                   |                    |                          |
| 2016 | 2016騰訊娛樂白皮書                                     | 2016明星商業價值排行第一名       |                    |                          |
| 2016 | 中國電視好演員評選                                     | 綠寶石男演員獎                   |                    |                          |
| 2017 | 2016“人物”年度面孔                                     | 年度演員                         |                    |                          |
| 2017 | 2017中國電視劇品質盛典                                 | 年度卓越品质之星（男演員）       |                    |                          |
| 2017 | 2017年全國向上向善好青年                               | 崇義友善好青年                   |                    |                          |
| 2018 | 大麥戲劇榜                                             | 人氣戲劇男演員                   | 如夢之夢           |                          |
| 2019 | 微博電影之夜                                           | 微博最受矚目銀幕人物             |                    |                          |
| 2020 | 2019年度電影頻道M榜                                    | 最具突破男演員                   | 南方車站的聚會     |                          |
| 2023 | 首屆中国电视剧年度盛典                                 | 年度男演员                       | 县委大院           |                          |
| 2023 | 第25屆上海國際電影節                                   | 最佳男演員                       | 不虛此行           | 與大鵬共同獲獎           |
| 2024 | CMG第二屆中國電視劇年度盛典                            | 年度男演员                       | 繁花               |                          |
| 2024 | 2024中国电视剧品质盛典                                 | 年度卓越品质之星（男）           | 繁花               |                          |
| 2024 | 第33届浙江電視牡丹獎                                   | 優秀男演員                       | 县委大院           |                          |
| 2024 | 第29届上海电视节白玉兰奖                               | 最佳男主角                       | 繁花               | 二封「白玉蘭視帝」       |
| 2024 | 第十二屆新西兰中国电影节                               | 最佳男主角                       | 走走停停           |                          |
| 2024 | 第29届釜山国际电影节2024亚洲内容大奖                   | 最佳男主角                       | 繁花               | 唯一获奖者               |

### 音樂類獎項
| 年份 | 頒獎典禮                        | 獎項                         | 歌曲     | 備註 |
| ---- | ------------------------------- | ---------------------------- | -------- | ---- |
| 2005 | MTV超級盛典                     | 最具風格演藝圈新勢力獎       |          |      |
| 2005 | 第3屆天地英雄榜校園票選頒獎典禮 | 東成西就獎                   |          |      |
| 2006 | 第5屆中國原創音樂流行榜         | 電視歌曲優異獎               | 六月的雨 |      |
| 2007 | 第6屆中國原創音樂流行榜         | 新人獎                       |          |      |
| 2008 | 蒙牛酸酸乳音樂風雲榜新人盛典    | 最佳跨界新人                 |          |      |
| 2010 | 湖南衛視&百度娛樂沸點           | 最受歡迎網絡遊戲音樂主題曲獎 | 敢不敢愛 |      |

### 重要獎項提名
| 年份 | 類型 | 頒獎典禮                 | 獎項         | 劇名         | 備註 |
| ---- | ---- | ------------------------ | ------------ | ------------ | ---- |
| 2011 | 電影 | 第31屆大眾電影百花獎     | 最佳新人獎   | 辛亥革命     | 提名 |
| 2012 | 電影 | 第五屆澳門國際電影節     | 最佳男配角   | DIVA華麗之後 | 提名 |
| 2015 | 電視 | 第21届上海电视节白玉兰奖 | 最佳男配角   | 四十九日·祭  | 提名 |
| 2015 | 電視 | 第30屆中國電視劇飛天獎   | 優秀男演員獎 | 偽裝者       | 提名 |
| 2015 | 電視 | 第30屆中國電視劇飛天獎   | 優秀男演員獎 | 琅琊榜       | 提名 |
| 2018 | 電視 | 第24届上海电视节白玉兰奖 | 最佳男主角   | 獵場         | 提名 |
| 2023 | 電視 | 第28届上海电视节白玉兰奖 | 最佳男主角   | 县委大院     | 提名 |
| 2024 | 電視 | 第34届电视剧飞天奖       | 優秀男演員獎 | 县委大院     | 提名 |
| 2024 | 電視 | 第34届电视剧飞天奖       | 優秀男演員獎 | 繁花         | 提名 |
| 2024 | 電視 | 第32屆电视剧金鷹獎       | 最佳男主角   | 繁花         | 提名 |